# قوميات غير معترف بها في الصين
توجد في الصين العديد من القوميات غير المعترف بها رسمياً من قبل الحكومة الصينية حيث أن تلك القوميات إما مهمشة أو مدمجة ضمن قوميات أخرى أكبر حجماً وعدداً ووجوداً وهي تلك القوميات الـ56 المعترف بها ضمن الدستور الصيني حيث تعتبر الصين من أكبر البلدان غير الديمقراطية
يقدر عدد المنتمين إلى تلك القوميات غير المعترف بها (بالصينية: 未识别民族 وي شيبيى مينتسو) بنحو 640,101 نسمة وفقا للإحصاء الوطني السادس للسكان الذي صدر في الصين عام 2010 وشمل كذلك تايوان.

## قوميات مهمشة (غير معترف بها نهائيا)
- الباجيا 八甲: عدد أفرادها 1,106 أشخاص يقطنون قرية مينغكانغ في منطقة مينغهاي بمقاطعة يونان ويتكلمون لغة قريبة من لغة تاي لو إحدى لغات تاي كاداي
- اللاي 萊: عدد أفرادها 700 شخص (إحصاء برادلي عام 2007) موجودون في منطقة لونغلين بمقاطعة قوانغشي ويتكلمون لغة بوليو وهي لغة بكانية من فرع اللغات الأسترو آسيوية
- الدينغ 僜: عدد أفرادها 1000 شخص (إحصاء برادلي عام 2007) موجودون في منطقة تسايو 察隅 (بالتبتية: རྫ་ཡུ جايو) بمنطقة التبت ذاتية الحكم ويعرفون أيضا باسم (ميشمي)
- الخمو 克木: عدد أفرادها 10,000 شخص في ولاية شيشوانغبانا ذاتية الحكم (سيبسونغ) بمقاطعة يونان ولغتهم لغة أسترو آسيوية، علما أن تواجدهم بصورة أساسية خارج الصين هو في لاوس التي يشكلون 11% من سكانها
- الماكاويون 土生葡 (توشينغبو) وهم ذوي جذور مختلطة صينية وبرتغالية ممن كانوا يسكنون منطقة ماكاو الإدارية الخاصة أثناء سيطرة البرتغال عليها قبل عودتها إلى الصين عام 1999، عددهم حاليا 8,000 شخص في ماكاو ويتحدثون اللغتين الكنتونية والبرتغالية إضافة إلى اللغة الماكاوية (باتوا) - وهي لغة مولدة (كريولية) ذات أساس برتغالي -، وبالإجمال فهم أوراسيويون (أي من جذور آسيوية وأوروبية مختلطة)
- المانغ 芒: عدد أفرادها 500 شخص في مقاطعة يونان ولغتهم لغة بكانية من اللغات الأسترو آسيوية
- اليهود 犹太 (يوتاي) كانوا سابقا يسكنون ولاية كايفنغ بمقاطعة خنان ولكنهم هاجروا بأعداد كبيرة إلى إسرائيل ولم يتبق منهم سوى ما يقارب 500 شخص يشكلون نحو 100 عائلة، وتاريخيا فإن جذورهم ترجع إلى اليهود الفرس (يهود إيران) ويتكلمون المندرينية وبعض العبرية فيما كبار السن يتداولون اللغة الجيدية (الفارسية اليهودية)
- الأوراسيويون 亚欧混血 (ياؤوخونشوى) في منطقة هونغ كونغ الإدارية الخاصة، ومعظمهم من جذور مختلطة صينية وإنجليزية حيث حصل التزاوج والاختلاط بينهم أثناء السيطرة البريطانية على هونغ كونغ قبل عودتها إلى الصين عام 1997، ومن النظريات الرائجة حول هذا الاختلاط هو أن نساء التانكا (شعب القوارب) هن الأكثر اختلاطا بالرجال الأوروبيين (خصوصا الإنجليز) في هونغ كونغ لانجذاب هؤلاء إليهن، ولا تتوفر معلومات دقيقة عن عدد الأوراسيويين في هونغ كونغ بسبب اندماج معظمهم في مجتمع هونغ كونغ الصيني من جهة وهجرة أعداد كبيرة منهم إلى الخارج خصوصا الولايات المتحدة الأمريكية
- المجنسون من أصول غير صينية في هونغ كونغ وماكاو وتايوان حيث أن هؤلاء يصعب إحصاءهم أو تقدير أعدادهم، وأصولهم إجمالا ترجع إلى الجاليات الآسيوية القادمة من الفلبين وإندونيسيا والهند وباكستان ونيبال وتايلاند واليابان إضافة إلى الجاليات الأوروبية خصوصا من بريطانيا والبرتغال.
- الياماتو 大和民族 (باليابانية: ياماتو مينزوكو، بالصينية: داخى مينتسو): وهم اليابانيون القاطنون في مدينة داليان بمقاطعة لياونينغ ويقال لهم أيضا (وا 和)
- الريوكيوانيون 琉球民族 في تايوان (بالصينية: ليوتشيو مينتسو; بالأوكيناوية: روتشو مينزوكو) وهم المتحدرون من جزر ريوكيو الممتدة بين جنوب اليابان وشمال شرق تايوان حيث هاجروا إليها عقب انتهاء الحرب العالمية الثانية

## قوميات مصنفة ضمن أخرى معترف بها رسميا
- الأكا أو الأخا 阿卡 (لا علاقة لهم بشعب الأكا وسط أفريقيا): يقطن أفرادها بضعة قرى جنوب مقاطعة يونان ويتمركزون خارج الصين في بورما ولاوس وشمال تايلاند والبعض في شمال غرب فيتنام، يصنفون في الصين ضمن قومية الهاني لكون لغتهم فرعا من فروع لغة هاني وهي من اللغات اللولية من فرع اللغات البورمية ضمن اللغات التبتو بورمية، لكن الأخا يرفضون الإقرار بذلك ويسعون لتمييز وضعهم وإبراز هوية منفصلة لهم، تتوزع أديانهم بين الإحيائية والبوذية والمسيحية.
- الأينو أو الآني 艾努 (لا علاقة لهم بشعب الأينو شمال اليابان): يقطن أفرادها صحراء تكلامكان جنوب غرب منطقة شينجيانغ الأويغورية ذاتية الحكم بعدد تقريبي يصل إلى 30,000 شخص، ويصنفون في الصين ضمن قومية الأويغور رغم أن جذورهم العرقية ولغتهم فارسية آرية وليست تركية طورانية ويطلق عليهم الأويغور اسم (الأبدال) - وهي تسمية عرف بها المماليك والجند الذين كانوا في خدمة الشاه نادر الأفشاري - وهم بمجملهم مسلمون.
- الدولان 刀朗: يقطنون أودية نهري يارقند وتاريم وعلى ضفاف بحيرة لوب نور الملحية بمنطقة شينجيانغ الأويغورية ذاتية الحكم، وهم مصنفون ضمن قومية الأويغور رغم أن بعض الدراسات القديمة تشير إلى كونهم من الكازاخ والقرغيز الرحل المهاجرين للمنطقة زمن حكم أسرة تشينغ علما انهم يتحدثون لهجة عامية ريفية ذات تأثير أويغوري واضح، وبالمجمل فهم مسلمون.
- الكوتسونغ 苦聪: بلغ عدد أفرادها 6,874 فردا وفقا لإحصاء غير حكومي عام 1999 وهم من أفقر القوميات وأكثرها انعزالا ورفضا للظهور حيث تتسم منازلهم الواقعة جنوب مقاطعة يونان على الحدود مع لاوس بالصغر والضيق وعدم وجود نوافذ، كما أنه من النادر أن يسمحوا للتجار برؤيتهم حين يتاجرون ببضاعتهم وضرورياتهم، يصنفون ضمن قومية اللاهو المتواجدة في نفس المقاطعة وذلك بالنظر إلى كون لغتهم فرعا من لغة لاهو والتي هي من لغات اللولي ضمن اللغات البورمية أي أن حال الكوتسونغ واللاهو شبيه تماما بحال الأكا والهاني، وهناك أكثر من 3,000 كوتسونغ يسكنون 16 قرية في شمال لاوس المجاورة.
- عذارى هويئان 惠安女 (هويئان نو): مجموعة من النساء العذارى يقطنّ بلدية هويئان في شبه جزيرة هويدونغ ضمن منطقة تشوانتشو بمقاطعة فوجيان وبعض الإحصاءات عدتهم بالآلاف، يعرفن بالطيبة وأداء الأعمال الشاقة لكنهن يرفضن الزواج إلا نادرا كما أنهن غير منفتحات على الخارج، وهن مصنفات ضمن قومية الهان لكن جذورهن التاريخية ترجع إلى شعب مملكة مينئوى 闽越 القديمة (334 ق.م - 110 ق.م) وتتوزع دياناتهن بين البوذية والطاوية والمسيحية كما يتكلمن اللغة المندرينية ولغة المين الجنوبية (مين نان).
- الموسوو 摩梭: عددهم نحو 40,000 شخص يتوزعون جغرافيا بين مقاطعتي يونان وسيتشوان قرب التبت، مصنفون ضمن قومية ناشي ولغتهم هي من لهجات لغة الناشي التي هي من لغات التشيانغ ضمن اللغات البورمية، ديانتهم الأصلية تسمى (دونغبا 東巴) كما يعتنق كثير منهم الطاوية والبوذية التبتية (التي تشمل مذاهب المهايانا والهينايانا والواجرايانا).
- الشان 掸: من القوميات الرئيسية في بورما - وبصفة أقل في تايلاند وأقل منها في الهند - ويبلغ مجموعهم الكلي نحو 14,000,000 تقريبا منهم حوالي 1,000,000 في مقاطعة يونان يتوزعون على مجموعتين أساسيتين: التاي لو 傣泐 في ولاية شيشوانغبانا ذاتية الحكم ويصنفون ضمن قومية التشوانغ، والتاي نوا 傣那 في ولاية ديهونغ ذاتية الحكم ويصنفون ضمن قومية البويي (رغم أن كلا الشعبين وعموم الشان أصلا من قومية الداي 傣 المعترف بها في الصين) ، عموما فلغاتهم (سواء التاي لو أو التاي نوا) هي من لغات التاي كاداي (لغات تايلاند) تماما كلغتي التشوانغ والبويي وإن كانت من فرع متخلف عنهما، أما ديانتهم الرئيسية فهي بوذية التيراوادا وإن كان قلة منهم إحيائيون.
- الشيربا 夏尔巴 (شيائربا، بالتبتية: ཤར་པ وتعني الشعب الشرقي): من القوميات الرئيسية في نيبال وبصورة أقل في بوتان ولا يتجاوز مجموع عددهم الـ 150,000 شخص معظمهم في نيبال وقلة في بوتان والصين (التبت) والهند، ولقلة عددهم في الصين (1,100 تقريبا وفق مشروع جوشوا الإحصائي) فهم يصنفون ضمن قومية التبت التي هي قوميتهم الأم من حيث الجذور واللغة (فلغة الشيربا قريبة من تبتية لاسا)، أكثر من 92% من مجموع الشيربا على البوذية التبتية وأكثر من 6% هم من الهندوس (خصوصا في الهند) فيما لا تتجاوز نسبة المسيحيين بينهم حاجز الـ 1%.
- الكاتشى 古格 (قوقى، بالتبتية: ཀ་ཆེ كاتشى وتعني حرفيا: الكشميريون): هم مسلمو التبت الذين ترجع أصول معظمهم إلى إقليم كشمير المجاور للتبت، وبرغم جذورهم الكشميرية الغالبة إلا أنهم يصنفون ضمن قومية التبت بحيث لا يميزون عن التبتيين إلا بكونهم مسلمين فقط وتقول إحصائية غير رسمية أن عددهم في منطقة التبت ذاتية الحكم يصل إلى 5,000 تقريبا.
- التوفا 图瓦 (تووا): من القوميات الرئيسية في روسيا (جمهورية توفا جنوب سيبيريا تحديدا) وعددهم في الصين نحو 3,900 يعشيون في منطقة شينجيانغ الأويغورية ذاتية الحكم، ويصنفون ضمن قومية المغول مع أنهم من الشعوب التركية وليست المغولية (الترك والمغول أولاد عمومة من شعوب ألطاي) كما أن لغتهم تنتمي إلى فرع لغات أتراك سيبيريا، غالبيتهم على البوذية التبتية وبعضهم على الديانة القديمة لشعوب الترك والمعروفة باسم التنغرية.
- التانكا 蜑家 (بالمندرينية دانجيا وبالكنتونية دانقا: مشهورون باسم (شعب القوارب) وعددهم يصل إلى 4,569,000 شخص كانوا يعيشون على سفن جنك في الأجزاء الساحلية من مقاطعات قوانغدونغ وقوانغشي وفوجيان وهاينان وتشيجيانغ إضافة إلى منطقتي هونغ كونغ وماكاو الإداريتين الخاصتين، يصنفون ضمن قومية الهان باعتبارهم تابعين لثقافات الهان كما يعيش جزء منهم في فيتنام ويصنفون هناك ضمن قومية نغاي، تتوزع دياناتهم بين بوذية المهايانا وكونفوشية والطاوية.
- الأوتسول 回輝 (هوتسان، بالمندرينية: هويهوي) عددهم يصل إلى 5,000 شخص يعيشون في جزيرة هاينان، ويصنفون في الصين ضمن قومية الهوي غير أنهم عرقيا يرجعون إلى قومية التشام ذات الجذور الإندو-ملائية كما أن لغتهم المسماة بـ(تسات) هي فرع من لغات التشام التي هي من لغات الملايو (في ماليزيا) وقوية الصلة باللغة الآتشيهية (لغة منطقة آتشيه شمال جزيرة سومطرة بإندونيسيا) - كلها ترجع لعائلة اللغات الأسترونيزية -، وتاريخيا فهم من التشام الذين هاجروا من مواطنهم الأصلية جنوب فيتنام ووسط كمبوديا بعد غزوات الفيتناميين والخمير في القرون الماضية، أما دينيا فجميعهم مسلمون ولعل هذا هو سبب تصنيفهم ضمن الهوي.
- الواشيانغ 瓦乡: وصل عددهم عام 1995 إلى 300,000 شخص غرب مقاطعة هونان، تصنيفهم القومي مجزأ بين قومية الهان وقومية المياو أما السبب في ذلك فغالبا يرجع إلى لغتهم التي هي مخلطة من لغة الشيانغ (صينية هونان) ولغة المياو، وقد صنف عالم اللغويات الأمريكي (برادلي) لغة الواشيانغ على أنها من لغات جنوب غرب الصين القديمة، ومن جهة الدين فمن الواضح أنهم يتبعون ديانات الصين التقليدية (الطاوية والكونفوشية والبوذية).
- الآيي 儂族 (آنونغ): لا يتجاوز عددهم الـ 2,600 شخص في مقاطعة يونان، ويصنفون ضمن قومية الليسو لقرب ثقافتهم من ثقافة الليسو وبسبب كونهم مسيحيين كمعظم الليسو، هذا برغم الاختلاف بين اللغتين فلغة الليسو ضمن فرع اللغات اللولية البورمية بينما لغة الآيي تعرف بأنها من اللغات النونغية - لا علاقة لها بلغة وشعب النونغ في فيتنام وهم من العرق التايلاندي - لكن اللغتان بكل الأحوال ترجعان إلى شجرة العائلة التبتو-بورمية.
- البين 本: من فصيلة المغول الرحل المشهورين تاريخيا باسم (خيتان أو خيتاي) ممن ترجع أصولهم إلى منغوليا ومنشوريا ويعيشون في منطقة شيديان بمقاطعة يونان، ورغم أصلهم المغولي ولغتهم ذات النحوت المغولية فهم مصنفون ضمن قومية الهان.

## قوميات مقاطعة قويتشو غير المعترف بها رسميا
في مقاطعة قويتشو وحدها 24 قومية غير معترف بها من قبل الحكومة الصينية، ويمكن تقسيمها بحسب تصنيفها القومي على النحو التالي:
- قوميات مهمشة (غير معترف بها نهائيا): القيجيا 革家 والتسايجيا 蔡家 والتونباو 屯堡
- قوميات مصنفة ضمن الهان: الليوجيا 六甲 والتشينتشو 辰州 والنانجينغ 南京 والتشوانتشينغ 穿青 والتشوانلان 穿兰
- قوميات مصنفة ضمن المياو: اللابا 喇叭 والشيجيا 西家
- قوميات مصنفة ضمن البويي: الموجيا 莫家
- قوميات مصنفة ضمن الباي: التشيشينغمين 七姓民 واللونغجيا 龙家
- قوميات مصنفة ضمن الياو: التشانغباو 长袍 واليوماي 油迈 والجاوجيا 绕家
- قوميات مصنفة ضمن المانتشو: اللو 卢
- قوميات مصنفة ضمن القيلاو: اليي 羿 (لا علاقة لهم بقومية اليي 彝 المتمركزة في مقاطعتي يونان وسيتشوان وهي قومية معترف بها رسميا)
- قوميات مصنفة ضمن الدونغ: الشيالوسي 下路司 والدياو 刁 والسانتشياو 三撬
- قوميات مصنفة ضمن اليي: الليمين 里民
- قوميات مصنفة ضمن الماونان: اليانغهوانغ 佯黄
- قوميات مصنفة ضمن الشى: الدونغجيا 东家

## سكان تايوان الأصليون
مما يشار إليه أن سكان تايوان الأصليين الذين هم جزء من شعوب المحيط الهادئ ويعرفون بالفورموزيين (نسبة إلى فورموزا وهو الاسم التاريخي لجزيرة تايوان) معترف بهم من قبل الحكومة الصينية التي تطلق عليهم جميعا اسم (القاوشان 高山)، رغم أن التسمية أساسا تطلق على السكان الأصليين للمرتفعات الشرقية من جزيرة تايوان خلافا للسكان الأصلين في السهول الغربية من الجزيرة والذين يطلق عليهم اسم (البينغبو 平埔) وهم مهمشون حتى من قبل الحكومة التايوانية.
وتعترف الحكومة التايوانية بالقبائل التالية ضمن السكان الأصليين وهم: الآميس 阿美 والأتايال 泰雅 والبونون 布農 والكافالان 噶瑪蘭 والبايوان 排灣 والبويوما 卑南 والروكاي 魯凱 والسايسيات 賽夏 والساكيزايا 撒奇萊雅 والسيديك 賽德克 واليامي 達悟 والشاو 邵 والتسو 鄒 والتروكو 太魯閣 وجميعهم من القاوشان 高山 (سكان المرتفعات الشرقية)
أما القبائل غير المعترف بها فهي التالية: البابوزا 貓霧捒 والباساي 巴賽 والهوانيا 和安雅 والكيتاغالان 凱達格蘭 واللويلانغ 雷朗族 والبازيها 巴則海 والكاخابو 噶哈巫 والبابورا 巴布拉 والكاوكاوت 猴猴族 والسيرايا 西拉雅 والتاوكاس 道卡斯 والكاناكانافو 卡那卡那富 والهلاآلوا 沙阿魯阿 والماكاتو 馬卡道 والكولون 龜崙族 والتايفوان 大滿族 وجميعهم من البينغبو 平埔 (سكان السهول الغربية)